# Soulaiman Raissouni
Soulaimane Raissouni (arabisch سليمان الريسوني, DMG Sulaimān ar-Raisūnī) (* 5. Juni 1972 in Ksar-el-Kebir) ist ein marokkanischer Journalist und Menschenrechtsaktivist. 
Raissouni arbeitete als Chefredakteur der eingestellten letzten freien Zeitung in Marokko, namens Akhbar Al Yaoum. Diese zeichnete sich durch seine Leitartikel aus, in der er die Korruption beklagte und sich für politische Reformen aussprach. Am 22. Mai 2020 wurde Raissouni wegen angeblicher Körperverletzung festgenommen. Seine Festnahme, die von Menschenrechtler als politisch motiviert eingeordnet wird, löste Solidaritätsbekundungen sowohl in, als auch außerhalb Marokkos aus. Nach fast einem Jahr Haft ohne Gerichtsverfahren (welches wiederholt verschoben wurde) begann Soulaimane Raissouni am 8. April 2021 zusammen mit einem weiteren inhaftierten Journalisten (Omar Radi) einen Hungerstreik, um auf die gemeinsamen Forderungen nach einem fairen Gerichtsverfahren zu drängen.
Soulaimanes Nichte Hajar Raissouni, die ebenfalls eine Journalistin ist, wurde im September 2019 festgenommen und zu einem Jahr Gefängnis verurteilt, weil sie, laut Vorwurf, außerehelichen Sex und eine daran anschließende Abtreibung gehabt habe. Hajar wurde im Oktober 2019 von König Mohammed VI. begnadigt.
Am 9. Juli 2021 verurteilte die marokkanische Justiz Soulaimane Raissouni wegen „sexueller Nötigung“ zu fünf Jahren Gefängnis.
Am 31. Juli 2024 wurde öffentlich, dass Raissouni als einer von 2400 Inhaftierten, darunter auch andere Journalisten und Menschenrechtsaktivisten, von König Mohammed VI. begnadigt wurde.